# Toporăuți, Noua Suliță
Toporăuți (în ucraineană Топорівці, transliterat Toporivți, în rusă Топоровцы și în germană Toporoutz) este un sat reședință de comună în raionul Noua Suliță din regiunea Cernăuți (Ucraina). Are 4,435 locuitori, preponderent  ucraineni (ruteni).
Satul este situat la o altitudine de 233 metri, în partea de nord-vest a raionului Noua Suliță, pe malul râului Hucău.

## Istorie
Localitatea Toporăuți a făcut parte încă de la înființare din Ținutul Cernăuți al Principatului Moldovei. Aici a avut o moșie boierul moldovean Dumitru Barnovschi, mare paharnic (1597) și apoi mare postelnic (1598 - 20 decembrie 1606). El a fost înmormântat în biserica din satul Toporăuți, ctitorită de el, după cum arată pisania . În această localitate, s-a născut și a crescut viitorul domn al Moldovei, Miron Barnovschi-Movilă, fiul boierului Dumitru Barnovschi.
Conform unui act de danie din 9 decembrie 1627, domnitorul Miron Barnovschi-Movilă a dăruit satele Toporăuți și Șipote Mănăstirii "Adormirea Maicii Domnului" din Iași (Mănăstirea Barnovschi), închinând mănăstirea cu toate posesiunile sale la Ierusalim . Documentul specifica următoarele: „și iarăși călugării de la acea sfântă mănăstire să n-aibă a pune acolo un dregător de la ei, ci să pună să fie un dregător de acolo și dacă se va întâmpla moarte acelui dregător, atunci iarăși sătenii de acolo să-și pună alt dregător care le va fi voia și pentru podvoade încă să aducă numai o dată pe an până la Iași, iar ce va fi acolo secară și grână și pâine, iar ei să aibă a le vinde acolo și banii să trimită la egumen, ca să aibă a trimite la sfânta marea biserică din Ierusalim” . În prezent, manuscrisul original se află în inventarul Complexului Muzeal Bucovina din municipiul Suceava.
În anul 1703, domnitorul Mihai Racoviță a scutit satul Toporăuți, proprietate a Mănăstirii Barnovschi, de toate dările: bezmen, iliș, sulgerit, solărit, gorștină, desetină etc. Scutirile de dări acordate satului Toporăuți au fost întârite și de către Dimitrie Cantemir printr-un act din 1710 .
Printr-un alt act emis de domnitorul Grigore al II-lea Ghica la 8 martie 1727 „vornicealului și vătămanului și tuturor sătenilor de sat de Toporăuți” îi împuternicea ca ei să se apere „despre unii și alții care trag oamenii de acolo din sat la vecinătate”, menționând că „ei nimărui vecini nu sănt” .
În ianuarie 1775, ca urmare a atitudinii de neutralitate pe care a avut-o în timpul conflictului militar dintre Turcia și Rusia (1768-1774), Imperiul Habsburgic (Austria de astăzi) a primit o parte din teritoriul Moldovei, teritoriu cunoscut sub denumirea de Bucovina. După anexarea Bucovinei de către Imperiul Habsburgic în anul 1775, localitatea Toporăuți a făcut parte din Ducatul Bucovinei, guvernat de către austrieci, făcând parte din districtul Sadagura (în germană Sadagora).
După Unirea Bucovinei cu România la 28 noiembrie 1918, satul Toporăuți a făcut parte din componența României, în Plasa Prutului a județului Cernăuți. Pe atunci, majoritatea populației era formată din ucraineni, existând și o comunitate de români.
Ca urmare a Pactului Ribbentrop-Molotov (1939), Bucovina de Nord a fost anexată de către URSS la 28 iunie 1940, reintrând în componența României în perioada 1941-1944. Apoi, Bucovina de Nord a fost reocupată de către URSS în anul 1944 și integrată în componența RSS Ucrainene.

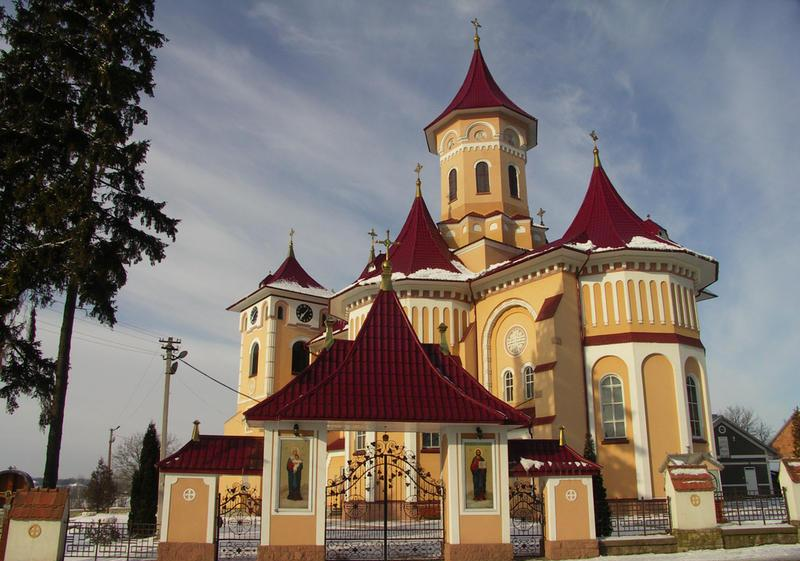
Biserica Sfântul Ilie din Toporăuți

Începând din anul 1991, satul Toporăuți face parte din raionul Noua Suliță al regiunii Cernăuți din cadrul Ucrainei independente. Conform recensământului din 1989, numărul locuitorilor care s-au declarat români plus moldoveni era de 199 (136+63), reprezentând 4,40% din populație . În prezent, satul are 4.435 locuitori, preponderent ucraineni.

## Demografie
Componența lingvistică a comunei Toporăuți
     Ucraineană (97,49%)
     Română (1,96%)
     Alte limbi (0,48%)
Conform recensământului din 2001, majoritatea populației comunei Toporăuți era vorbitoare de ucraineană (97,49%), existând în minoritate și vorbitori de română (1,96%).
1989: 4.523 (recensământ)
2007: 4.435 (estimare)

### Recensământul din 1930
Componența etnică a comunei Toporăuți (județul Cernăuți)
     Români (20,79%)
     Ruteni (71,8%)
     Polonezi (2,23%)
     Evrei (4,25%)
     Altă etnie (0,93%)
Componența confesională a comunei Toporăuți
     Ortodocși (93,18%)
     Romano-catolici (2,1%)
     Mozaici (4,26%)
     Altă religie (0,46%)
Conform recensământului efectuat în 1930, populația comunei Toporăuți se ridica la 5.093 locuitori. Majoritatea locuitorilor erau ruteni (71,80%), cu o minoritate de români (20,79%), una de polonezi (2,23%) și una de evrei (4,25%). Alte persoane s-au declarat: germani (3 persoane), sârbi\croați\sloveni (1 persoană), maghiari (1 persoană), cehi\slovaci (1 persoană) și ruși (31 de persoane). Din punct de vedere confesional, majoritatea locuitorilor erau ortodocși (93,18%), dar existau și romano-catolici (2,10%) și mozaici (4,26%). Alte persoane au declarat: greco-catolici (22 de persoane) și reformați\calvini (1 persoană).

## Personalități
- Miron Barnovschi-Movilă (n. (?) - d. 1633), domnitor al Moldovei în perioadele 1626-1629 și 1633.
- Sofia Vicoveanca (n. 1941), renumită cântăreață de muzică populară din Bucovina.

## Obiective istorice
- Biserica din Toporăuți - ctitorită de domnitorul Miron Barnovschi-Movilă (1626-1629, 1633) al Moldovei [9]